# Tally Weijl

Logo bis 2022

Tally Weijl [ˈtalɪ wæɪl] ist ein schweizerisches Textileinzelhandelsunternehmen mit Sitz in Basel.
Das Unternehmen ist in 39 Ländern mit 900 Stores vertreten und beschäftigt über 3400 Mitarbeiter (Stand: 2019). Das Unternehmen wurde 1984 von Tally Elfassi-Weijl und Beat Grüring gegründet.

## Heute
Der Unternehmenshauptsitz, der sogenannte «Campus», befindet sich in Basel. Die Kollektionen wurden bis 2016 grösstenteils in Paris kreiert, seither befindet sich das Design Center ebenfalls in Basel, zusammen mit dem Service & Support Center. In der französischen Modemetropole verblieb nur ein Trendteam. Das Verteilzentrum befindet sich in Lörrach. Von dort aus werden die Verkaufspunkte beliefert. Die Hälfte sämtlicher Ladenflächen führt Tally Weijl selbst, die restlichen werden von Franchisepartnern betrieben. Tally Weijl erwirtschaftete 2015 einen Umsatz von rund 420 Millionen CHF.

## Geschichte

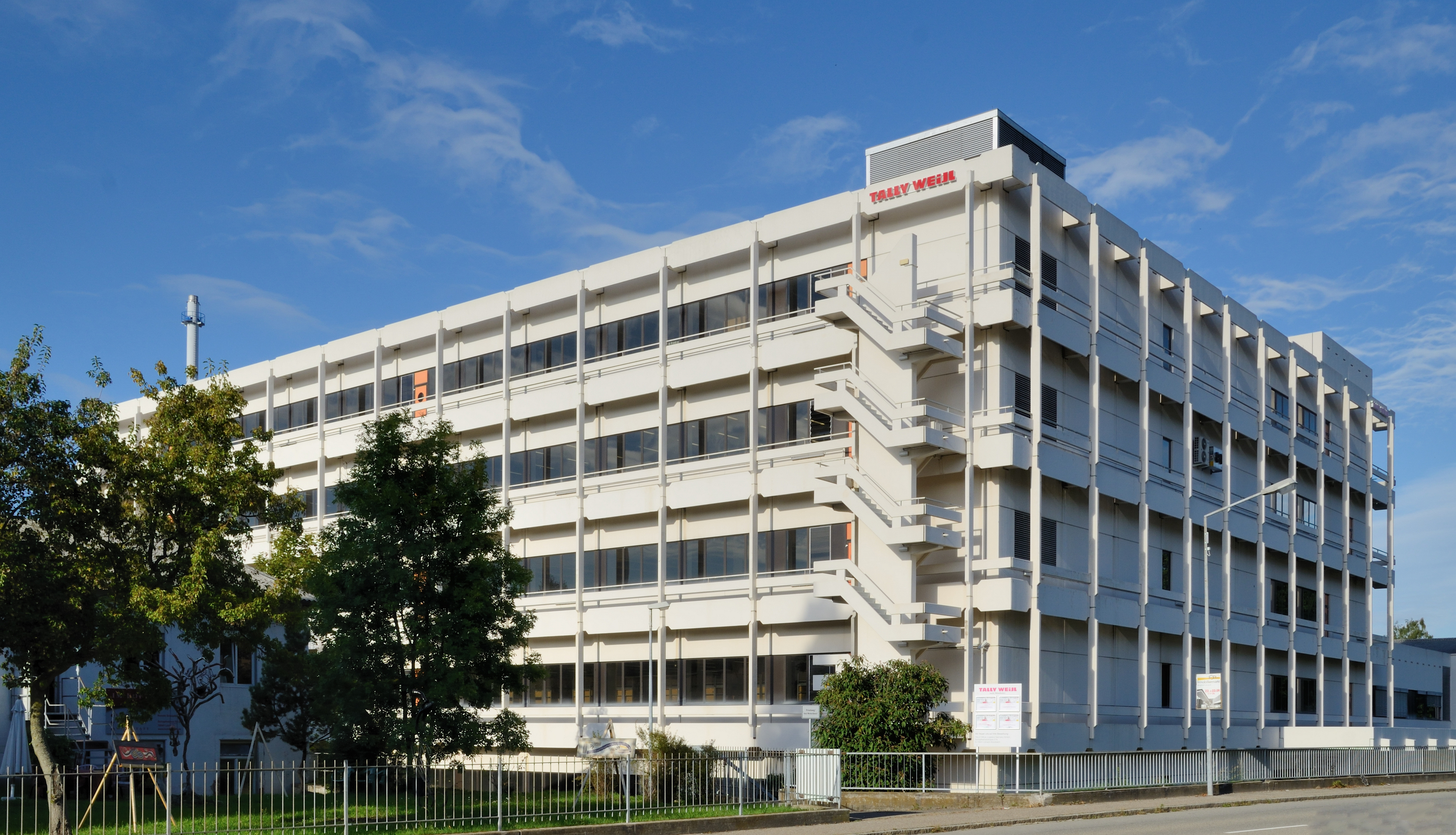
Verteilerzentrale in Lörrach

Ravital Tally Elfassi-Weijl wurde als Tochter rumänisch-niederländischer Eltern in Tel Aviv geboren. Sie studierte zunächst Kunstgeschichte und Tourismus in Paris. Als sie sich später für die Hotelfachschule Lausanne bewarb, entwarf sie – um die Wartefrist zu überbrücken – 1984 ihre erste Modekollektion, welche zur Unternehmensgründung führte. Das Unternehmen wurde 1984 von Tally Elfassi-Weijl und Beat Grüring unter dem Namen «Parimod AG» in der Schweiz in Lohn, Kanton Solothurn, gegründet. Angefangen hat alles in einer Garage: Dort wurden die frühen Kollektionen entworfen. 1987 wurde in Freiburg im Üechtland die erste Boutique eröffnet. 1988 wurde die Firma in «Tally’s AG» umbenannt und 1989 die Zentrale und die Verteilung nach Oensingen verlegt. Unter ständiger Erweiterung erfolgte 1990 die Umfirmierung in «Tally Weijl SA». 1995 wurde das «Design Center» in Paris eröffnet. Zur selben Zeit öffnete in Freiburg im Breisgau die erste Boutique in Deutschland ihre Türen. 1996 wurde die Zentrale nach Zofingen verlegt, 1999 das europäische Distributionszentrum im deutschen Lörrach eingerichtet.
2004 kreierte die Firma ihre erste grosse Werbekampagne mit dem Slogan totally sexy. Ab 2006 schlug das Unternehmen einen massiven Expansionskurs ein: Europaweit wurden im Wochenrhythmus neue Läden eröffnet (2005: 54 Neueröffnungen, 2006: rund 90 Eröffnungen, 2007: rund 110 Eröffnungen, 2008: rund 90 Eröffnungen und 2009 113 Eröffnungen). 2006 fand die Verlegung des «Service and Support Centers» nach Basel statt. 2008 wurden für das «Design Center» von Paris im «Quartier du Marais» grössere und modernere Räumlichkeiten gefunden. 2009 feierte Tally Weijl mit einer grossen Modeschau in Basel sein 25-jähriges Jubiläum. Im selben Jahr wurde ein weiteres Distributionszentrum in Mailand in Betrieb genommen.
2012 wurde eine österreichische Tochtergesellschaft gegründet, 2013 eröffnete Tally Weijl einen eigenen Onlineshop in Deutschland. 2016 verlegte das Schweizer Modeunternehmen sein «Design Center» nach Basel und führte es mit dem «Service and Support Center» zusammen zum sogenannten «Campus».
In der Wirtschaftskrise 2020–2021 beantragte deutsche Einzelhandelstochter Tally Weijl Retail Germany eine Sanierung im Schutzschirmverfahren, das sie im Juni 2021 beendete. Anfang Juli 2023 meldete Tally Weijl Austria mit neun eigenen Filialen und 53 Mitarbeitenden Insolvenz an. Begründet wurde das ebenfalls mit der COVID-19-Pandemie.
Ende Dezember 2023 übernahm Convergenta Invest, in Besitz der Familie des Media-Markt-Gründers Erich Kellerhals, im Zug einer Kapitalerhöhung über zwei Drittel der Anteile an Tally Weijl.

## Leitung
Der Mitgründer Beat Grüring ist Verwaltungsratspräsident und Co-CEO.
Die Mitgründerin Tally Elfassi-Weijl ist Co-CEO und leitete bis 2021 das «Design Center» von Tally Weijl.

## Kritik
Die Werbekampagnen wurden mehrfach von verschiedenen Seiten kritisiert. Die Fachstelle für Gleichstellung der Stadt Zürich listete zum Beispiel 2006 einen Plakataushang als sexistisch. Die schweizerische Junge Evangelische Volkspartei (JEVP) reichte 2006 eine Petition gegen sexistische Werbung beim Bund ein, die unter mehreren anderen auch mit einem Plakatmotiv von Tally Weijl begründet wurde. Im Dezember 2005 verlieh die Organisation Dafne («Das feministische Netz Bern») der Unternehmensgründerin den bronzenen Phallus für «herausragende sexistische Werbung». In Berlin wurde ein fassadengrosses Werbetransparent von mehreren Konsumwerbungsgegnern zerstört und verunstaltet. Die Verwendung von rosafarbenen Kaninchen als zentrales Werbemotiv wurde von Tierschützern kritisiert, die in der Art der Darstellung eine Förderung der Degradierung von Tieren zum reinen Spielzeug, Ware und dekorativen Accessoire sehen.